# Evan Williams
Evan Williams (Dumbarton, 15 luglio 1943 – Dumbarton, 20 febbraio 2025) è stato un calciatore scozzese, di ruolo portiere.

## Carriera
La pessima prestazione fatta nella Scottish League Cup 1971-1972, in cui subì quattro gol dal Partick Thistle, spinse l'allenatore del Celtic ad ingaggiare un altro portiere, Denis Connaghan.
Durante il resto della sua militanza con il Celtic dovette competere per il posto da titolare con Connaghan ed Ally Hunter.

## Palmarès
- Campionato scozzese: 5

Celtic: 1969-1970, 1970-1971, 1971-1972, 1972-1973, 1973-1974
- Coppa di Scozia: 3

Celtic: 1970-1971, 1971-1972, 1973-1974
- Coppe di Lega Scozzese: 1

Celtic: 1969-1970